# Šelepicha (linea 11)
Šelepicha (in russo Шелепиха?) è una stazione della metropolitana di Mosca situata sulla linea Bol'šaja kol'cevaja. È stata inaugurata il 26 febbraio 2018.